# Mieszałki (przystanek kolejowy)
Mieszałki – zlikwidowany przystanek osobowy w Mieszałkach, w gminie Grzmiąca, w powiecie szczecineckim, w województwie pomorskim, w Polsce.